# Pycnophallium elvira
Pycnophallium elvira är en fjärilsart som beskrevs av Hans Fruhstorfer 1918. Pycnophallium elvira ingår i släktet Pycnophallium och familjen juvelvingar. Inga underarter finns listade.